# Xã Moyer, Quận Swift, Minnesota
Xã Moyer (tiếng Anh: Moyer Township) là một xã thuộc quận Swift, tiểu bang Minnesota, Hoa Kỳ. Năm 2010, dân số của xã này là 88 người.